# Jessalyn Gilsig
Jessalyn Gilsig (Montréal, 30 novembre 1971) è un'attrice canadese famosa per i suoi ruoli nelle serie televisive Boston Public, Nip/Tuck, Glee (Nei panni della moglie del Professor Schuester: Terri del Monico) e Vikings.
È apparsa anche in molti episodi di NYPD Blue, Prison Break e Heroes.

## Biografia
Nacque nel Québec da Clare - scrittrice e traduttrice - e Toby Gilsig, ingegnere. Iniziò a recitare già all'età di 12 anni. Dopo essersi diplomata alla Trafalgar School for Girls di Montreal, frequenta l'Università Harvard e la McGill University dal 1989 al 1993 ed ottiene una laurea in inglese. Gilsig è sposata con il produttore cinematografico Bobby Salomon dal 2005: siccome l'attrice è ebrea, le loro nozze sono state un tipico matrimonio ebraico. I due hanno avuto la loro prima figlia (Penelope) il 26 settembre 2006.

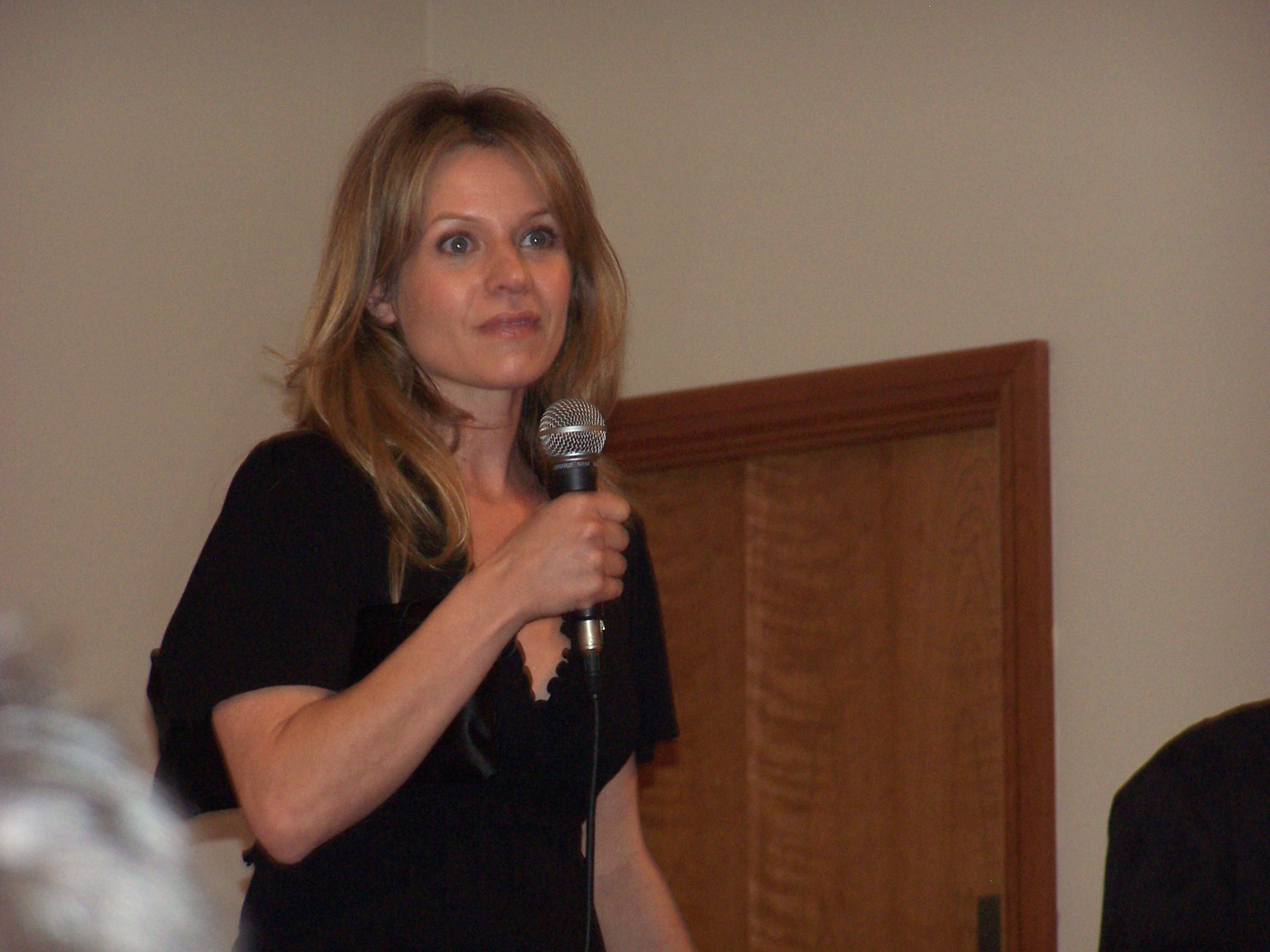
Jessalyn Gilsig nel 2008

La carriera di Jessalyn inizia nel 1984 come doppiatrice della serie animata Mascarade. Cinque anni più tardi recita nel suo primo film Jacknife - Jack il coltello con Robert De Niro. Dopo aver recitato in qualche produzione canadese tra la fine degli anni ottanta e l'inizio degli novanta, inizia la sua carriera televisiva negli Stati Uniti nella seconda metà degli anni novanta, recitando in serie televisive come Viper e Seven Days. Dopo la sua collaborazione in due episodi di The Practice - Professione avvocati, appare negli ultimi due episodi di un'altra produzione di David E. Kelley, la miniserie Snoops.
Nonostante la cancellazione di questa serie, Kelley creò apposta il personaggio di Lauren Davis per l'attrice, che ottenne così il suo primo ruolo da protagonista nella serie televisiva Boston Public. La serie iniziò nel settembre del 2000 sul canale Fox. Dopo due anni di lavoro Jessalyn lasciò la serie nel maggio 2002. Nel 2003 venne presa nel cast di Nip/Tuck, dove interpreta Gina Russo, una delle amanti del chirurgo plastico Christian Troy. Continuerà ad interpretare questo personaggio fino al 2008, anno in cui viene tagliato fuori dalla serie. Nel 2004 appare in cinque episodi di NYPD Blue, mentre l'anno successivo recita in quattro episodi di Prison Break.
Oltre alle sue numerose apparizioni televisive, Gilsig è apparsa anche in qualche film. Nel 1998 ha ottenuto un piccolo ruolo in L'uomo che sussurrava ai cavalli e ha dato la voce a Kayley nel film d'animazione La spada magica - Alla ricerca di Camelot. Nel 2006 appare come guest star in un episodio di Law & Order. Nel 2004 è apparsa in Chicks with Sticks e anche in See This Movie. Nel 2007 ha un ruolo da protagonista nel film Flood e l'anno successivo recita film horror Che la fine abbia inizio. Jessalyn partecipa a tre serie televisive. Per la NBC recita nel ruolo di Shelley, la sorella di Tami Taylor, in Friday Night Lights e in quello di Meredith Gordon, la madre biologica di Claire Bennet in Heroes. Per la Fox invece recita nel ruolo di Terri Schuester in Glee. A partire dal 2013 interpreta il ruolo di Siggy, consorte del Conte Haraldson, impersonato da Gabriel Byrne, e poi compagna di Rollo, interpretato da Clive Standen, nella serie TV Vikings di History, dovendo però poi improvvisamente lasciare la serie nel 2015 per problemi familiari.

## Filmografia

### Attrice

#### Cinema
- Jacknife - Jack il coltello (Jacknife), regia di David Hugh Jones (1989)
- L'uomo che sussurrava ai cavalli (The Horse Whisperer), regia di Robert Redford (1998)
- Chicks with Sticks, regia di Kari Skogland (2004)
- See This Movie, regia di David M. Rosenthal (2004)
- Uragano (Flood), regia di Tony Mitchell (2007)
- Che la fine abbia inizio (Prom Night), regia di Nelson McCormick (2008)
- Il segreto di David - The Stepfather (The Stepfather), regia di Nelson McCormick (2009)
- About Fifty, regia di Thomas Johnston (2011)

#### Televisione
- To Have & to Hold – serie TV, episodio 1x13 (1998)
- Viper – serie TV, episodio 3x09 (1999)
- Seven Days – serie TV, episodio 1x12 (1999)
- Sentinel (The Sentinel) – serie TV, episodio 4x06 (1999)
- A Cooler Climate, regia di Susan Seidelman – film TV (1999)
- The Practice - Professione avvocati – serie TV, episodio 4x03-4x07 (1999)
- Snoops – miniserie TV, puntate 1x12-1x13 (2000)
- Boston Public – serie TV, 44 episodi (2000-2002)
- Fantasmi (Haunted) – serie TV, episodio 1x07 (2002)
- Senza traccia (Without a Trace) – serie TV, episodio 2x03 (2003)
- Nip/Tuck – serie TV, 17 episodi (2003-2008)
- NYPD - New York Police Department (NYPD Blue) – serie TV, 5 episodi (2004)
- Fathers and Sons, regia di Rodrigo García, Jared Rappaport e Rob Spera – film TV (2005)
- Prison Break – serie TV, 4 episodi (2005)
- Law & Order - I due volti della giustizia (Law & Order) – serie TV, episodio 16x13 (2006)
- Backyards & Bullets, regia di Charles McDougall – film TV (2007)
- Destination: Infestation, regia di George Mendeluk – film TV (2007)
- Friday Night Lights – serie TV, 6 episodi (2007-2008)
- Heroes – serie TV, 10 episodi (2007-2008) – Meredith Gordon
- The Apostles, regia di David McNally – film TV (2008)
- CSI: NY – serie TV, episodi 4x15-4x19-4x20 (2008)
- XIII - Il complotto (XIII - The Conspiracy) – miniserie TV, puntate 01-02 (2008)
- Imaginary Bitches – webserie, 3 episodi (2008-2009)
- Glee – serie TV, 22 episodi (2009-2015)
- Harry's Law – serie TV, episodio 2x18 (2012)
- Smart Cookies, regia di Robert Iscove – film TV (2012)
- Vikings – serie TV, 24 episodi (2013-2015)
- The Good Wife – serie TV, episodio 4x17 (2013)
- Cambio di direzione (Big Shot) - serie TV, 20 episodi (2021-2022)
- 1923 – serie TV, episodio 1x04 (2023)

### Doppiatrice
- Mascarade, regia di Co Hoedeman – cortometraggio animato (1984)
- The Journey Home, regia di Marc F. Voizard – cortometraggio (1989)
- Il giovane Robin Hood (Young Robin Hood) – serie animata (1991)
- I viaggi di Gulliver (Gulliver's Travels) – serie animata (1998)
- La spada magica - Alla ricerca di Camelot (Quest to Camelot), regia di Frederik Du Chau (1994)

## Doppiatrici italiane
Nelle versioni in italiano delle opere in cui ha recitato, Jessalyn Gilsig è stata doppiata:
- Francesca Guadagno in Prison Break, Law & Order - I due volti della giustizia
- Sabrina Duranti in Heroes, Un angelo sotto l'albero
- Claudia Catani in Uragano
- Silvia Pepitoni in Che la fine abbia inizio
- Giuppy Izzo in Boston Public
- Gabriella Borri in Fantasmi
- Anna Lana in Nip/Tuck
- Angiola Baggi in CSI: NY
- Chiara Colizzi in Glee
- Valeria Falcinelli in Vikings
- Antonella Baldini in Grand Hotel
- Maddalena Vadacca in Scandal

Da doppiatrice è sostituita da:
- Manuela Cenciarelli in La spada magica - Alla ricerca di Camelot